# Thinodromus americanus
Thinodromus americanus är en skalbaggsart som först beskrevs av Max Bernhauer och Schubert 1911.  Thinodromus americanus ingår i släktet Thinodromus och familjen kortvingar. Inga underarter finns listade i Catalogue of Life.